# Lincoln County (Georgia)
Lincoln County is een county in de Amerikaanse staat Georgia.
De county heeft een landoppervlakte van 547 km² en telt 8.348 inwoners (volkstelling 2000). De hoofdplaats is Lincolnton.

## Bevolkingsontwikkeling

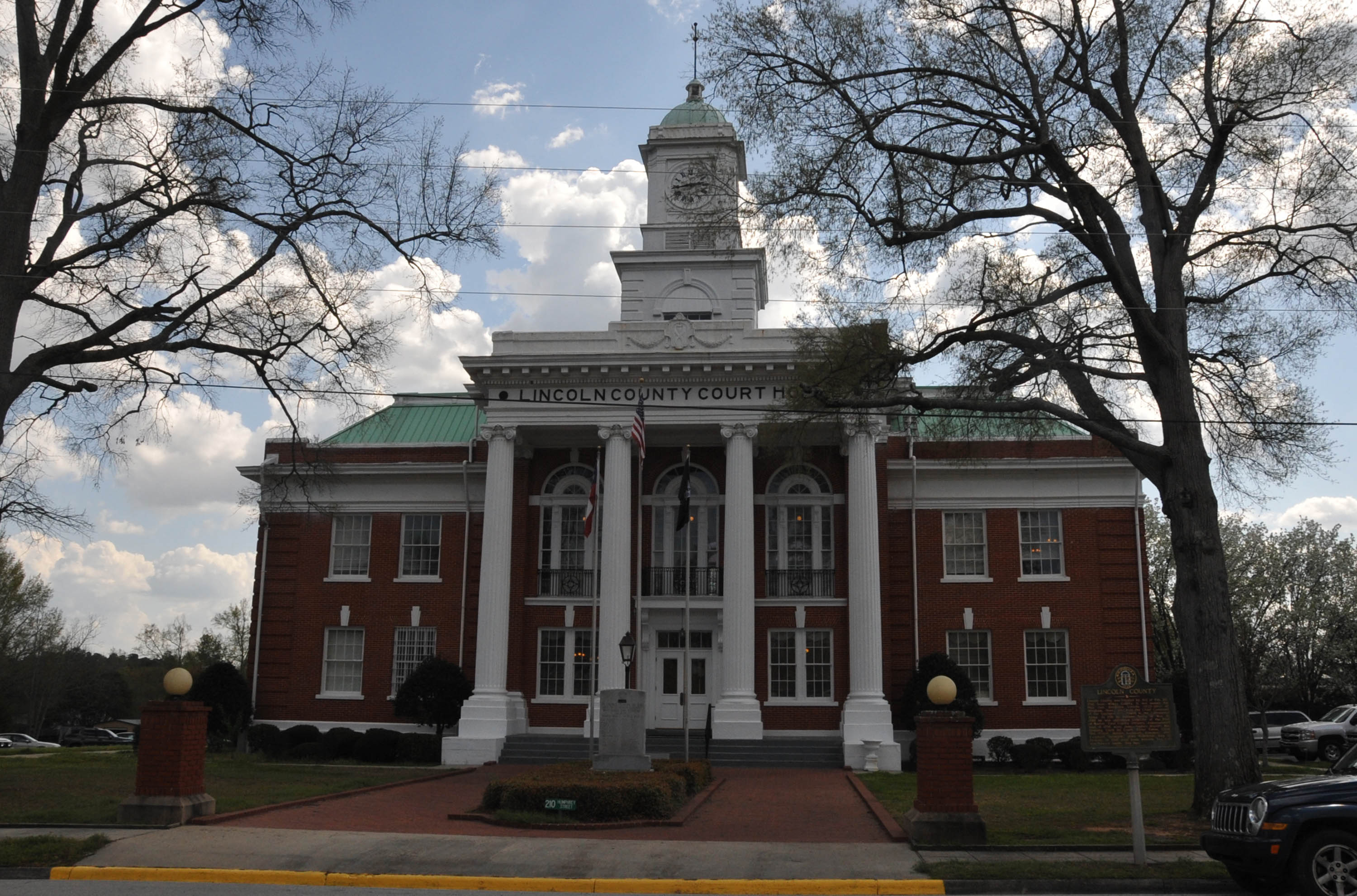
Lincoln County Courthouse